# Albert-Paul Granier
Pour les articles homonymes, voir Granier.
Albert-Paul Granier, né le 3 septembre 1888 au Croisic et mort le 17 août 1917 dans le bois de Bourrus près de Verdun) est un poète français.

## Biographie
Albert-Paul Granier est né le fils d'un notaire épris d'art. Il est donc très tôt en contact avec la musique et la littérature. Le compositeur Gabriel Fauré est entre autres une connaissance de la famille. Albert-Paul Granier fréquente d'abord l'école du Le Croisic, puis de Saint-Nazaire où il obtient son baccalauréat en 1908. Il fréquente ensuite l'école de notaire à Nantes, dont il obtient son diplôme en 1910. Il passe son service militaire pendant trois ans à Paris, où il reste jusqu'au déclenchement de la Première Guerre mondiale. Au début de la guerre, Albert-Paul Granier est transféré dans une unité d'artillerie. Cette unité combat en 1916 sur le front à Verdun. En 1917, Albert-Paul Granier est muté de son unité d'artillerie à l'armée de l'air et sert d'éclaireur lors de vols de reconnaissance autour de Verdun. Dans l'une de ces opérations, l'avion d'Albert-Paul Granier est frappé par une grenade et est complètement détruit. Son corps n'a jamais été retrouvé.

## Œuvre
Dès sa jeunesse, Albert-Paul Granier écrit des textes lyriques et il compose également. Ainsi, la chanson d'amour Absente date de sa dernière année scolaire 1908. De sa période parisienne, on sait qu'Albert-Paul Granier a participé à la vie artistique, a assisté à des concerts, a écrit de la poésie et a continué à composer. Au cours de son effort de guerre au front de Verdun, il écrit des poèmes sur les horreurs de la guerre. Un recueil de ces poèmes a été publié en 1917 sous le titre Les Coqs et les Vautours. À cette époque, cependant, la publication n’a guère retenu l’attention et Albert-Paul Granier et son travail ont été oubliés pendant plusieurs décennies. En 2008, le linguiste français Claude Duneton redécouvre la publication et cherche une nouvelle édition. Cette récente publication fait l’objet de critiques élogieuses et la qualité des œuvres d’Albert-Paul Granier est comparée à celles de Guillaume Apollinaire. Une traduction du Les Coqs et les Vautours en anglais a lieu en 2014.

## Publications
- Les Coqs et les Vautours
  - édition originale : Jouve & Cie, 1917
  - nouvelle édition : Les Équateurs, 2008  (ISBN 978-2849901090), éditeur : Claude Duneton
  - traduction anglais : Saxon Books, 2014  (ISBN 978-0952896975), traducteur : Ian Higgins
- Marche nuptiale pour orgue (1909)
- Absente, pour voix et piano (1908)[3]